# Janoir
Janoir war ein französischer Automobil-, Motorrad- und Seitenwagen-Hersteller.

## Unternehmensgeschichte
Das Unternehmen aus Saint-Ouen begann 1921 mit der Produktion von Kraftfahrzeugen. Der Markenname lautete Janoir. 1922 endete die Produktion.

## Fahrzeuge
In den Motorrädern sorgte ein Zweizylinder-Boxermotor mit 995 cm³ Hubraum für den Antrieb.
Bei den Automobilen handelte es sich um Cyclecars. Auch hier trieb ein Zweizylinder-Boxermotor die Fahrzeuge an. Die Angaben zum Hubraum schwanken zwischen 965 cm³ und 995 cm³.